# آرتورو کاربونارو
آرتورو کاربونارو (انگلیسی: Arturo Carbonaro؛ زادهٔ ۴ آوریل ۱۹۸۶) بازیکن فوتبال اهل ایتالیا است.
از باشگاه‌هایی که در آن بازی کرده‌است می‌توان به باشگاه فوتبال سالرنیتانا اشاره کرد.